# Алексендрень (Єдинецький район)
Алексендрень (рум. Alexăndreni) — село в Єдинецькому районі Молдови. Розташоване в центральній частині району, за 6 км від районного центру — міста Єдинців та за 14 км від залізничної станції Братушан. Входить до складу комуни, адміністративним центром якої є місто Єдинці.

## Історія
Вперше згадується у документах 1855 року.

### Радянська доба
За часів Ралянського Союзу село було центром Александренської сільської ради. В селі містилося відділення племінного птахорадгоспу (центральна садиба у селі Блештенях).
Станом на початок 1980-х в селі працювали восьмирічна школа, клуб з кіноустановкою, бібліотека, фельдшерсько-акушерський пункт, дитячі ясла-сад, майстерні побутового обслуговування, магазини, відділення зв'язку.
Односельчанам, які загинули у німецько-радянській війні, встановлений пам'ятник.